# Тома Арнеуцою
Тома Арнеуцою (рум. Toma Arnăuțoiu; 14 лютого 1921 — 18 липня 1959) — румунський військовик, який очолював невелику групу антикомуністичних борців руху опору в передгір'ях Південних Карпат між 1949 і 1958 роками. Його команда стала однією з найдовготриваліших груп опору в Східній Європі.

## Біографія

### Раннє життя
Арнеуцою народився в селі Нукшоара повіту Мусчел (нині Арджеш), Королівство Румунія. Він був другим сином шкільного вчителя Іона Арнауцою та його дружини Лауренції. У 1942 році поступив до кавалерійської школи корля Фердинанда I у Тирговіште, яку закінчив четвертим у своєму класі у квітні 1944 року в званні другого лейтенанта. Восени 1944 року брав участь у кампанії союзників проти Німеччини після державного перевороту короля Михайла. За свої дії він був удостоєний звання кавалера ордена Корони Румунії.
26 грудня 1944 року Арнеуцою було поранено під час бою в Угорщині. Провівши три місяці в госпіталі, він знову приступив до військової служби в кавалерійському полку. 20 червня 1946 року був переведений до Королівського кінно-гвардійського полку. Отримавши звання лейтенанта 6 серпня 1947 року, він був звільнений лише через кілька днів у результаті політичної чистки офіцерів-роялістів.

### Роки опору (1949—1958)
У січні 1949 року Арнеуцою зустрівся з Георге Арсенеску, звільненим у запас полковником, який воював на Східному фронті, щоб обговорити можливість організації антикомуністичного опору. Вони обидва обурювалися тим, як комуністичний режим був нав'язаний Москвою, а також сильною радянською присутністю та впливом у країні. Вони вірили, що війна між Заходом і Радянським Союзом неминуча, і партизани зможуть нейтралізувати місцеву владу та прискорити повалення режиму. У березні полковник Арсенеску, зазнавши невдачі в першій спробі організувати місцевий опір навколо Кимпулунга та побоюючись арешту, приєднався до Арнеуцою в Нукшоарі, щоб створити групу антикомуністичних партизанів на навколишніх пагорбах. Там до них приєдналися брат Томи Петре та його батько Іон (Янку) Арнеуцою, вчитель Александру Молдовяну, священик Іон Драгой та його син-студент Корнел Драгой. Деякі зустрічі відбувалися вдома у Георге та Елізабети Різеа. За ними пішли 16 односельців, серед них четверо жінок. Його сестра, Елена Арнеуцою, також надавала підтримку групі опору.
Влада дізналася про те, що планувалося, і спочатку заарештувала батьків Арнауцою. Тоді війська Секурітате (поліції безпеки) влаштували засідку на чотирьох членів групи; у наступній перестрілці було вбито двох старших офіцерів, а Арнауцою було поранено. Партизанам вдалося втекти, але відтоді шляху назад для них майже не було. До липня вони розділилися, побоюючись, що група була надто великою, щоб сховатися від військ, які прочісували територію. Розбіжності щодо тактики також зіграли свою роль. Деякі селяни залишилися з Арсенеску, а інші пішли за Арнеуцою. У листопаді 1949 року Арсенеску залишив своїх людей, більшість з яких пізніше були схоплені. Він переховувався на фермі до 1960 року, коли його спіймали та засудили до страти.
Послідовники Арнауцою продовжували опір дев'ять років. Зазнаючи постійних переслідувань з боку військ Секурітате, їхні лави поступово вичерпувалися. Наприкінці група скоротилася до Арнауцою, його молодшого брата Петре, Марії Плоп (яка втекла зі свого села Прісячани в повіті Ясси, коли Червона армія прибула в 1944 році), і Костянтина Юблеану, мати якого була убита під час спроби втечі зі взводу, а батько сидів у в'язниці, відбуваючи термін 25 років. Вони постійно були в роз'їздах і за підтримки селян зуміли пережити дев'ять зим у горах. Їхня остання схованка була висічена на скелястому схилі пагорба, де в 1956 році у Тома Арнауцою та Марії Плоп народилася дочка.
20 травня 1958 року брати Арнауцою потрапили в засідку та були схоплені. Їх зрадив Григоре Поенареану, колишній шкільний товариш Тома Арнауцою, який напоїв обох братів випивкою. Марія Плоп і дворічна дитина здалися на пагорбі біля села Корбі. Джублеану загинув у перестрілці з військами Секурітате. Військовий суд засудив братів Арнауцою до розстрілу разом із 14 селянами, які постачали їм їжу, ліки, одяг, радіоприймач чи зброю. Брати були засуджені за «терористичні акти, вчинені у складі збройної групи антикомуністичного опору». Групу було страчено у в'язниці Жилава в ніч з 18 на 19 липня 1959 року; Арнеуцою було розстріляно за наказом начальника в'язниці, підполковника Міхая Георгіу. Понад 100 місцевих жителів засуджено до позбавлення волі строком від одного року до довічних каторжних робіт. Елена Арнеуцою провела в ув'язненні 7 років. Марія Плоп і Лауренція Арнауцою померли у в'язниці міста Меркуря-Чук, а Іон Арнауцою помер у в'язниці Ботошані.
Йоана Ралука Войку Арнауцою, дочка Марії Плоп і Тома Арнауцою, вижила і в 2009 році опублікувала книгу про групу з фотографіями та документами з архівів Секурітате.